# Timbúes (localidad)
Timbúes es una localidad del departamento San Lorenzo, en la provincia de Santa Fe, Argentina, a 135 km de la capital provincial, Santa Fe, y a 35 km de Rosario.

## Historia de la colonia Jesús María
- 1869: El 2 de septiembre de 1869 los hermanos Camilo Aldao y  José María Cullen compraron tierras para colonizarlas, por la experiencia precursora de la Colonia Esperanza, fundada en los[1] primeros meses de 1856, y de la cual José María Cullen fue impulsor como gobernador de la provincia de Santa Fe. Las tierras de la por entonces Colonia Jesús María ocupaban el "Rincón de Grondona",  desde Villa La Ribera hasta la desembocadura del río Carcaraña como límite Oeste, y el río Paraná y Coronda como límite Este.

- 28 de septiembre de 1870: La Sociedad Aldao - Cullen envía al gobernador de la provincia de Santa Fe una carta solicitando la aprobación de la fundación de la Colonia Jesús María. En la misma describen las bondades de estas tierras y las 30 familias nacionales y extranjeras que ya habitaban la colonia, con la expectativa de llegada de 30 familias más, que ellos mandaron a buscar desde Europa.

- 14 de marzo de 1871: El gobernador de Santa Fe decretó la creación del Juzgado de Paz de la colonia.

- 15 de julio de 1871: Fundación. La ley provincial reconoce la fundación de la colonia ante la solicitud de la sociedad Aldao - Cullen, bajo el nombre de "Colonia Jesús María". Es partir de ese momento que los colonos percibieron los beneficios económicos que garantizaba el gobierno provincial a las colonias reconocidas oficialmente.

- 1872: La privilegiada ubicación, la fertilidad de sus tierras y los colonos inmigrantes, hicieron que la colonia progresara, y se encontrase entre las primeras productoras de trigo del país.Ya se habían establecido 150 familias italianas, 30 nacionales y 10 francesas y los colonos habían construido la capilla, alrededor de la cual comenzaron a agruparse.

- 2 de septiembre de 1874: La Legislatura de Santa Fe sancionó la ley que crea las autoridades locales para la colonia ya fundada, la Municipalidad de Jesús María. Esta fecha es la que se celebra cada año en el pueblo.

- 17 de enero de 1875: Se celebran las primeras elecciones de autoridades locales. Resultaron elegidos para el Concejo Ejecutor los señores Emilio Manino, Esteban Dupuis (Presidente y Vicepresidente, respectivamente) y Miguel Bartolé; para el Concejo Deliberante Francisco Copello, José Bacigaluppo (Presidente y Vicepresidente, respectivamente), Benigno Aremendia, Pedro Serodino y Pedro Vera.

- 1 de febrero de 1875: Asumen sus cargos las autoridades electas.

## Toponimia
- La estación de trenes perteneciente al Ferrocarril de Santa Fe fue inaugurada a principios de la década de 1890. Su nombre original era Jesús María, como el pueblo en el cual está asentada. La motivación del cambio de nombre no se conoce con certeza. Algunos antiguos vecinos del pueblo contaban que en 1905 un diputado de apellido Rossi se hizo presente en la estación para proponer el cambio de nombre. Su motivación era evitar posibles extravíos de piezas por confundirse con el pueblo de Jesús María, de la provincia de Córdoba. Parece que preguntó qué hecho relevante ocurrió en la zona, y se le contestó que en las márgenes del río Carcarañá estuvieron asentados los indios timbúes. Por lo cual se le puso el nombre de Timbúes. En el anuario de 1908 no se menciona el nombre de Timbúes en la estación, pero ya en los anuarios de la década de 1940 aparecía detallado el nombre del ferrocarril que pasa por el pueblo y el nombre de su estación: Timbúes. Es a partir de esto que el pueblo comenzó a ser conocido por el nombre de la estación. Es decir, por muchos años la estación y el pueblo se llamaron ambos Jesús María.
- 1974: Junto al centenario de la creación de la institución municipal, se modifica el nombre y pasa a llamarse oficialmente Timbúes.

## Educación
- Jardín maternal comunal Nueva Argentina
- Jardín de infantes N.º 146 María del Carmen Cavazzana
- Escuela provincial N.º 217 José María Cullen
- Escuela N.º 1272 Campo Mateo
- EESO N.º 374 Maestro Carlos Leiva
- EETP N.º 712
- EEMPA N.º 1302 Colonia Jesús María
- Escuela comunal de oficios Eugenio Lanati

## Instituciones
- Club Atlético y Biblioteca Sarmiento. Fundado el 30 de septiembre de 1917.
- Club Atlético Timbuense. Fundado el 5 de febrero de 1927.
- Parroquia Nuestra Señora del Carmen, erigida canónicamente en 1943 (anteriormente era una capilla dependiente de la parroquia de San Lorenzo). Su templo actual fue inaugurado en 1937. Existió un templo antiguo, actualmente demolido. Databa aproximadamente de 1871.
- Centro de jubilados y pensionados.
- Cooperativa de Provisión de Agua Potable de Timbúes Ltda.
- Biblioteca Popular Sarmiento. Forma parte del C.A. y B. Sarmiento.

## Instituciones extintas
- Escuela nacional N.º 12. En su edificio actualmente funciona la EESO Maestro Carlos Leiva.
- Federación Agraria Argentina filial Timbúes
- Cooperativa Agropecuaria de Timbúes

## Comunicaciones
Timbúes se encuentra ubicado sobre la ruta nacional 11, a 11 km de la ciudad de San Lorenzo, a 7 km de Puerto General San Martín y a 35 km de Rosario, lo que lo convierte en parte integrante del denominado cordón industrial que cubre la margen del río Paraná desde la ciudad de San Nicolás de los Arroyos (provincia de Buenos Aires) hasta la localidad.
A través de la ruta mencionada se puede acceder a Rosario hacia el sur y a Coronda, Santa Fe, Reconquista, Resistencia (Chaco) y Clorinda (Formosa) hacia el norte. Desde Rosario se accede a la provincia de Entre Ríos por medio del Puente Rosario-Victoria, y une a Timbúes a sólo 85 km de Victoria y a 255 km de los puentes internacionales de Gualeguaychú y Colón que unen a la República Oriental del Uruguay.
Otras distancias a ciudades importantes: Paraná (Entre Ríos) a 180 km, Córdoba, 400 km, Rafaela, 220 km, Cañada de Gómez, 80 km
Para acceder rápidamente a la capital santafesina se utiliza la Autopista AP 01 Rosario-Santa Fe. Desde Timbúes se accede por el denominado acceso Norte a San Lorenzo, a 4 km al sur, o por el acceso de Villa La Ribera a 4 km al norte.
La cercanía de los accesos a la autopista permite comunicarse rápidamente con la ciudad de Rosario; 20 min de viaje y se está en los nudos comunicacionales viales, aéreos y marítimos, Hoteles, Espectáculos, Universidades, Centros de salud de Alta Complejidad, Museos, Bibliotecas y otras innumerables comodidades que brinda una urbe de 1.200.000 hab.

## Parajes
Estación Timbúes
- Villa La Ribera

## Santa Patrona
La Santa Patrona es Nuestra Señora del Carmen, que se celebra el 16 de julio. La parroquia, perteneciente a la Arquidiócesis de Rosario lleva ese nombre.  
Además el 16 de mayo se celebra la fiesta de la Virgen de Bisaccia, devoción mariana traída por los inmigrantes italianos de la región de Molise, provenientes de Montenero di Bisaccia (provincia de Campobasso).

## Personalidades
- Dr. Ramón Bautista Borghi: Nació el 1 de febrero de 1875 en Jesús María (Timbúes). Estudió Medicina en la Universidad de Buenos Aires y egresó en 1903 Fue médico ad honorem encargado del Hospital de Caridad en San Lorenzo. Luego, fue cirujano ad honorem de la Sala de Cirugía de Hombres del Hospital Italiano Garibaldi (1905-1908). Fue médico ad honorem de la Maternidad (1908) y reemplazante en la Sala de Ginecología y Cirugía General del "Hospital Rosario" (hoy "Dr. Clemente Álvarez") entre 1908 y 1911 y luego su médico director ad honorem (1920-1923). Estuvo entre los socios fundadores del Círculo Médico y fue su presidente en 1914. Fue organizador, director y profesor ad honorem de la Escuela Provincial de Parteras de Rosario, entre 1916 y 1922 hasta que la misma se integró a la Facultad de Medicina. Fue miembro correspondiente de la Sociedad de Obstetricia y Ginecología de Buenos Aires en 1920, profesor de Clínica Obstétrica de 5° Año de la Facultad de Ciencias Médicas del Litoral en 1922 y, entre 1922 y 1926 fue su vicedecano. En 1923 fue decano interino durante los meses de enero y febrero. Ese mismo año fue profesor titular de Clínica Obstétrica en 6° año. Fue nombrado director titular de la Maternidad del Hospital del Centenario. En 1927 fue nuevamente decano de la Facultad de Medicina y vicepresidente de la Sociedad de Ginecología y Obstetricia. Miembro del Instituto de Puericultura Social de Rosario en 1929. Fue representante de la Facultad en el 1.er Congreso de Obstetricia y Ginecología de Buenos Aires y presidente de la Sección Obstetricia y Ginecología del 5° Congreso Nacional de Medicina en Rosario. Fue miembro además del Colegio Médico de Rosario. Publicó numerosos trabajos científicos durante toda su vasta carrera. Fue médico director del Departamento de Asistencia Social de la Administración Sanitaria y presidente de Sociedad de Obstetricia y Ginecología desde 1942 a 1944, año en que renunció a todos sus cargos para jubilarse. Falleció el 2 de febrero de 1965 en Rosario.

- Ariel Wiktor, jugador de fútbol profesional que integró los planteles de Independiente, Olimpo, Lanús, Huracán y Aucas de Ecuador. Actualmente es el entrenador de la Reserva
- Claudia De Giusti, profesional Médica, actualmente Directora Médica del Centro Médico Integral y de Rehabilitación Timbúes - KineMed
- Alcides Lanza, compositor y pianista argentino - canadiense que vivió su infancia en Timbúes.
- Priori Mariano, ilustre ciudadano de la localidad de Timbúes. Docente investigador de aplicaciones de la tecnología en la educación inicial en el Instituto Brigadier López de Rosario.

1. ↑  «Gobierno de Esperanza». Consultado el 2009.

- Datos: Q2480148